# Campeonato Sul-Americano de Clubes de Voleibol Feminino de 2010
O Campeonato Sul-Americano de Clubes de Voleibol Feminino de 2010 foi a segunda  edição do torneio organizado anualmente pela CSV com esta nomenclatura, que foi disputado entre os  dias 16 a 18 de julho no Coliseo Manuel Bonilla de Miraflores, localizado na cidade de Lima, no Peru. É o Torneio classificatório para edição do Campeonato Mundial de Clubes de Voleibol Feminino de 2010e o clube brasileiro Sollys/Osasco conquistou o título e a referida promoção a competição a nível mundial.Edição premiou a central Adenízia da Silva como a Melhor Jogadora.

## Formato de disputa
As quatro equipes qualificadas disputaram o torneio em Fase única,  na qual todas as equipes se enfrentaram entre si , a equipe primeira colocada, por maior número de pontos conquistados,  obteve a vaga para Campeonato Mundial de Clubes, além de ser declarada campeã.
Os critérios utilizados para pontuação foi o seguinte: o placar de 3-0 ou 3-1 garantiu três pontos para a equipe vencedora e nenhum para a equipe derrotada; já o placar de 3-2 garantiu dois pontos para a equipe vencedora e um para a perdedora.

## Participantes
As seguintes equipes foram qualificadas para a disputa do Campeonato Sul-Americano de Clubes de 2010:
| Equipe               | País      | Forma de Classificação                    | Títulos        |
| -------------------- | --------- | ----------------------------------------- | -------------- |
| Deportivo Géminis    | Peru      | Representante da Cidade-Sede              | 0 (não possui) |
| Sollys/Osasco        | Brasil    | Campeão da Superliga Brasileira A 2009-10 | 1 (2009)       |
| Banco de la Nación   | Argentina | Campeão da Liga Argentina A de 2009-10    | 0(não possui)  |
| Universidad Católica | Chile     | Campeão da Liga Chilena de Voleibol 2009  | 0(não possui)  |

## Fase única
Classificação
|     |                      |     | Jogos | Jogos | Jogos | Resultados | Resultados | Resultados | Resultados | Resultados | Resultados | Sets | Sets | Sets  | Pontos | Pontos | Pontos |
| Pos | Equipe               | Pts | T     | V     | D     | 3–0        | 3–1        | 3–2        | 2–3        | 1–3        | 0–3        | V    | P    | R     | V      | P      | R      |
| --- | -------------------- | --- | ----- | ----- | ----- | ---------- | ---------- | ---------- | ---------- | ---------- | ---------- | ---- | ---- | ----- | ------ | ------ | ------ |
| 1   | Sollys/Osasco        | 9   | 3     | 3     | 0     | 3          | 0          | 0          | 0          | 0          | 0          | 9    | 0    | MAX   | 227    | 134    | 1.694  |
| 2   | Deportivo Géminis    | 5   | 3     | 2     | 1     | 0          | 1          | 1          | 0          | 0          | 1          | 6    | 6    | 1,000 | 242    | 247    | 0.980  |
| 3   | Banco de la Nación   | 4   | 3     | 1     | 2     | 0          | 1          | 0          | 1          | 0          | 1          | 5    | 7    | 0.714 | 256    | 265    | 0.966  |
| 4   | Universidad Católica | 0   | 3     | 0     | 3     | 0          | 0          | 0          | 0          | 2          | 1          | 2    | 9    | 0.222 | 189    | 268    | 0.705  |

Resultados
| 16 de julho de 2016 20:00 Relatório | Sollys/Osasco | 3 — 0             | Banco de la Nación | Coliseo Manuel Bonilla de Miraflores, Lima |
| 16 de julho de 2016 20:00 Relatório | 25 27         | Set 1 Set 2 Set 3 | 13 17 25           | Coliseo Manuel Bonilla de Miraflores, Lima |

| 16 de julho de 2016 20:00 Relatório | Deportivo Géminis | 3 — 1                   | Universidad Católica | Coliseo Manuel Bonilla de Miraflores, Lima |
| 16 de julho de 2016 20:00 Relatório | 24 25             | Set 1 Set 2 Set 3 Set 4 | 26 14 9 16           | Coliseo Manuel Bonilla de Miraflores, Lima |

| 17 de julho de 2016 18:00 Relatório | Sollys/Osasco | 3 — 0             | Universidad Católica | Coliseo Manuel Bonilla de Miraflores, Lima |
| 17 de julho de 2016 18:00 Relatório | 25            | Set 1 Set 2 Set 3 | 17 11                | Coliseo Manuel Bonilla de Miraflores, Lima |

| 17 de julho de 2016 20:00 Relatório | Deportivo Géminis | 3 — 2                         | Banco de la Nación | Coliseo Manuel Bonilla de Miraflores, Lima |
| 17 de julho de 2016 20:00 Relatório | 28 '14 25 21 15   | Set 1 Set 2 Set 3 Set 4 Set 5 | 26 25 20 25 11     | Coliseo Manuel Bonilla de Miraflores, Lima |

| 18 de julho de 2016 15:45 Relatório | Banco de la Nación | 3 — 1                   | Universidad Católica | Coliseo Manuel Bonilla de Miraflores, Lima |
| 18 de julho de 2016 15:45 Relatório | 25 19 25           | Set 1 Set 2 Set 3 Set 4 | 22 25 16 22          | Coliseo Manuel Bonilla de Miraflores, Lima |

| 18 de julho de 2016 17:45 Relatório | Deportivo Géminis | 0 — 3             | Sollys/Osasco | Coliseo Manuel Bonilla de Miraflores, Lima |
| 18 de julho de 2016 17:45 Relatório | 14 12             | Set 1 Set 2 Set 3 | 25            | Coliseo Manuel Bonilla de Miraflores, Lima |

## Classificação Final
| Posição           | Equipe               | Classificação                                               |
| ----------------- | -------------------- | ----------------------------------------------------------- |
| Medalha de ouro   | Sollys/Osasco        | Campeonato Mundial de Clubes de Voleibol Feminino de 2010 · |
| Medalha de prata  | Deportivo Géminis    |                                                             |
| Medalha de bronze | Banco de la Nación   |                                                             |
| 4                 | Universidad Católica |                                                             |

## Prêmios individuais
As melhores atletas do campeonato foram:
| MVP (Most Valuable Player) | Adenízia da Silva    | Sollys/Osasco      | Brasil    |
| Melhor bloqueadora         | Jessenia Uceda       | Deportivo Géminis  | Peru      |
| Melhor atacante            | Natália Pereira      | Sollys/Osasco      | Brasil    |
| Melhor sacadora            | Sassá                | Sollys/Osasco      | Brasil    |
| Melhor líbero              | Camila Brait         | Sollys/Osasco      | Brasil    |
| Melhor levantadora         | Carolina Albuquerque | Sollys/Osasco      | Brasil    |
| Melhor recepção            | Daniela Gildenberger | Banco de la Nación | Argentina |
| Melhor defesa              | Thaís David Barbosa  | Sollys/Osasco      | Brasil    |